# Stadion Czawdara Cwetkowa w Swoge
Stadion Czawdara Cwetkowa (bułg. Стадион Чавдар Цветков) – wielofunkcyjny stadion w Swoge, w Bułgarii. Obiekt może pomieścić 4500 widzów. Swoje spotkania na stadionie rozgrywają piłkarze klubu Sportist Swoge.